# Pöbel & Gesocks
Pöbel & Gesocks ist eine Oi-Punk-Band aus dem Ruhrgebiet.

## Bandgeschichte
Die Band wurde 1979 unter dem Namen Beck’s Pistols gegründet. 1990 veröffentlichte sie das erste Album Pöbel und Gesocks mit Stücken aus den Anfangstagen und wurde damit einem breiteren Publikum bekannt. Einziges noch aktives Gründungsmitglied ist Willi Wucher, der außerdem das Plattenlabel und -vertrieb Scumfuck Mucke sowie das Fanzine „Raumschiff Wucherpreis“ betrieb. Im Jahr 2009 stellte er diese Aktivitäten ein und widmet sich seitdem nur noch seiner Musik. Die Band bedient sich eines „asozialen“ Images. Die Liedinhalte drehen sich um Sex, die Punkszene und exzessiven Alkoholkonsum.
2012 trat Jennes aus der Band aus. Sein Nachfolger wurde CB, der vorher bei der Band Cotzraiz gespielt hat.

## Namensänderung
Aufgrund einer Unterlassungsklage der Brauerei Beck durfte die Band ihren Namen nicht weiterbenutzen. Auslöser war ein Auszubildender der Brauerei, welcher ein T-Shirt der Band zur Arbeit angezogen hatte. Nach einer Umfrage im hauseigenen Fanzine Scumfuck Tradition wurde dann der neue und zugleich aktuelle Name Pöbel und Gesocks gewählt. Der Name geht auf eines ihrer bekanntesten Lieder zurück und wird in der Skinhead- sowie auch Punkszene auch häufig als Begrüßungswort verwendet.

## Kritik
Willi Wucher wurde vorgeworfen, mit seinem Plattenlabel auch die rechtsextreme Szene zu bedienen. Er hatte bis Ende März 2003 Geschäftsbeziehungen zum Plattenlabel DIM Records. Er wurde außerdem kritisiert, da er ein Skrewdriver-Konzert besucht hatte, über das er später in seinem Fanzine berichtete. Die Band wurde zudem kritisiert, da auf ihren Konzerten anwesende rechtsextreme Skinheads – unter dem Vorwand des unpolitischen „Unity“-Gedankens – geduldet wurden. Willi Wucher bezog 2003 Stellung zu diesen Vorwürfen und gab eine Erklärung dazu ab, in der sich die Band von der rechtsextremen Szene distanziert.

## Diskografie

### Beck’s Pistols
Alben
- 1990: Pöbel und Gesocks
- 1991: Live in Köln
- 1992: Bethelarm + Asozial (Live)
- 1995: Es war einmal...

Singles
- 1991: Lockruf der Wildnis
- 1992:Trabbi–Rainer (B-Seite von Die Lokalmatadore)
- 1993: Live Penis

### Pöbel & Gesocks
Alben
- 1994: Schönen Gruß
- 1999: Oi!-Punk Pervers
- 1998: 5 Millionen
- 2003: Lieder über Leben und Tod
- 2003: Live
- 2004: Kopf zu (Bonus zur DVD)
- 2010: Beck´s Pistols

Singles & EPs
- 1994: Voice Of The Ruhrpott (EP mit Die Lokalmatadore)
- 1996: Sturm Nach Der Ruhe
- 2003: Kopf Zu!!! / Bück Dich Fee (Live)
- 2004: 1000 gute Gründe / El Zecho
- 2006: Punk 7"
- 2007: Das Kollegium
- 2017: Auf Euch! (EP)

## Belege
1. ↑  Pöbel & Gesocks. (Stellungnahme der Band) facebook, 15. Mai 2012, abgerufen am 3. Oktober 2023.
2. ↑  Pöbel & Gesocks. Der Versuch einer Biografie. Rockfabrik, 16. September 2022, abgerufen am 3. Oktober 2023.
3. ↑  Willi Wucher: Der Rechte Rand des Punk (T. 2). Indymedia, 22. April 2003, abgerufen am 3. Oktober 2023.Stellungnahme auf Indymedia
4. ↑  Willi Wucher: Logbuch. In: Wuchers Welt. Scumfuck Tradition, 1. Januar 2004, archiviert vom Original (nicht mehr online verfügbar) am 19. August 2013; abgerufen am 3. Oktober 2023.